# Юксарское сельское поселение
Юксарское сельское поселение — муниципальное образование (сельское поселение) в составе Килемарского района Марий Эл Российской Федерации. Административный центр поселения — село Юксары.

## История
Статус и границы сельского поселения установлены Законом Республики Марий Эл от 18 июня 2004 года № 15-З «О статусе, границах и составе муниципальных районов, городских округов в Республике Марий Эл».

## Численность населения поселения
| 2010 | 2011 | 2012 | 2013 | 2014 | 2015 | 2016 |
| ---- | ---- | ---- | ---- | ---- | ---- | ---- |
| 879  | ↘874 | ↘856 | ↘848 | ↘829 | ↘813 | ↘812 |
| 2017 | 2018 | 2019 | 2020 | 2021 | 2023 |      |
| ↘788 | ↘773 | ↘762 | ↘748 | ↘666 | ↘643 |      |

## Состав поселения
В состав сельского поселения входят 1 село, 1 посёлок и 7 деревень:
| № | Населённый пункт | Тип населённого пункта       | Население |
| - | ---------------- | ---------------------------- | --------- |
| 1 | Юксары           | село, административный центр | 280       |
| 2 | Алатайкино       | деревня                      | 130       |
| 3 | Большой Ермучаш  | деревня                      | 102       |
| 4 | Евсейкино        | деревня                      | 86        |
| 5 | Куплонга         | деревня                      | 111       |
| 6 | Куплонгинский    | посёлок                      | 69        |
| 7 | Малый Ермучаш    | деревня                      | 19        |
| 8 | Пинжедыр         | деревня                      | 47        |
| 9 | Черемуха         | деревня                      | 35        |